# Zuboly
A Zuboly Arany János névalkotása a Szentivánéji álom fordításában, a takács neve. A zuboly szóból ered, aminek a jelentése szövőszék hengere.

## Gyakorisága
Az 1990-es években szórványos név, a 2000-es években nem szerepel a 100 leggyakoribb férfinév között.

## Névnapok
ajánlott névnap
- december 26.[2]

## Híres Zubolyok
- Zuboly, kitalált szereplő Szentivánéji álom című regényében

## Egyéb Zubolyok
- Zuboly zenekar